# Daler Daursky
Daler Alekseyevich Daursky (tiếng Nga: Далер Алексеевич Даурский; sinh ngày 17 tháng 1 năm 1996) là một cầu thủ bóng đá người Nga thi đấu cho F.K. Rotor-2 Volgograd.

## Sự nghiệp câu lạc bộ
Anh có màn ra mắt tại Giải bóng đá chuyên nghiệp quốc gia Nga cho F.K. Rotor-2 Volgograd vào ngày 19 tháng 7 năm 2017 trong trận đấu với FC Kaluga.

## Đời sống cá nhân
Đến 2016 anh được biết đến với tên gọi Daler Fuzilidinovich Saymutdinov (tiếng Nga: Далер Фузилидинович Саймутдинов).